# Nagykáta
Nagykáta je okresní město v Maďarsku v župě Pest. Nachází se nedaleko metropole Budapešti, jihovýchodně od ní.
Má rozlohu 81,61 km² a v roce 2013 zde žilo 12 576 obyvatel.

## Historie
Počátky obce spadají do 12. století, kdy se do oblasti přistěhoval rod Káta, jehož příslušníci zde od krále získali pozemek. Na území města archeologové vykopali základy kostela z tohoto období spolu se 42 hroby. Našly se zde také mince Gejzy II. Uherského. Tyto nálezy nasvědčují, že Nagykáta byla ve středověku významným sídlem. V 15. a 16. století je občas uváděna pod názvem Csekekáta. Současný název města se objevuje až od století sedmnáctého. Za turecké vlády byla zničena, později byly pozemky prodány rodu Keglevićů a obec byla následně obnovena. Období působení rodu připomíná dodnes kaple. V první polovině století osmnáctého zasáhl obec mor a počet obyvatel se na krátko snížil. V 19. století byla přes obec postavena železniční trať, která vede z Budapešti do Szolnoku přes městečko Újszász.
Během obou světových válek ve 20. století došlo k značnému poklesu obyvatelstva. I přes přítomnost dráhy nicméně průmyslový rozvoj začal až velmi pozdě a ještě po druhé světové válce zde bylo dominantním zdrojem obživy zemědělství. V roce 1984 získala Nagykáta statut města.
Po roce 1990 došlo k značnému rozvoji města. Okrajové silnice byly vyasfaltovány a hlavní třída, která nese název po György Dózsovi byla přebudována. Vznikl také nový park s názvem Europa Park.

## Kultura a pamětihodnosti
Mezi významné stavby patří kostel sv. Jiří, městské lázně a socha turula. Ve městě se také nachází venkovský dům (maďarsky tájház).
V Nagykátě se také nacházejí lázně a velké koupaliště.

## Partnerská města
- Alfonsine, Itálie

## Známí rodáci
- Gábor Mátray (1797–1875), hudební historik a skladatel
- Sándor Elefánthy (1822-1896), královský dvorní prokurátor, starosta města Jászberény
- Kálmán Mészáros (1859–1922) spisovatel, ředitel kanceláře Národní herecké asociace
- Endre Barát (1907–1976), spisovatel a novinář
- Dénes Nemeskövi (1945–2020), několikanásobný olympijský mistr a mistr světa mistr kuchař
- Erzsébet Schmuck (1954), ekonomka, ekologická aktivistka a politička
- Géza Orczi (1955) umělec, mistr a restaurátor